# Carlos Pintado
Carlos Pintado (1974) es un poeta, escritor y dramaturgo nacido en Cuba radicado desde 1997 en Estados Unidos. En el 2014 le fue otorgado el prestigioso Premio Paz de Poesía del The National Poetry Series en Nueva York por su nuevo libro "Nueve monedas" publicado en edición bilingüe por la editorial Akashic Press. También recibió el Premio Internacional de Poesía Sant Jordi en el 2006 en España por su libro Autorretrato en azul y fue, además, finalista de premio Adonais por su libro: El azar y los tesoros. Desde 2010 el South Beach Music Ensemble estrena por varios estados de Norteamérica el Quinteto sobre los Poemas de Carlos Pintado  quinteto de piano y cuerdas bajo la dirección de la compositora estadounidense Pamela Marshall y Michael Andrews.
Sobre la obra de Pintado, Richard Blanco, el poeta de la juramentación de Barack Obama, ha dicho: "“La urgencia y la presencia en los poemas de Pintado nos hacen pensar que la vida del poeta depende del propio acto de escribirlos. Poseídos por una calidad única e inasible, sus poemas capturan y exigen atención. Su trabajo es íntimo y a veces desbordante, moviéndose con gran facilidad entre la métrica, el verso libre o los poemas en prosa, logrando al mismo tiempo que nos adentremos en el fluir de los días de Miami Beach o en los míticos y místicos mundos de su imaginación”.
Poemas, cuentos y artículos suyos han sido traducidos al inglés, alemán, turco, portugués, italiano y francés, y han aparecido en diversas antologías y revistas, de España, Cuba, Turquía, México, Alemania, Perú, Argentina y Estados Unidos. Textos suyos han sido publicados en The New York Times, World Literature Today, The American Poetry Review, Raspa Magazine, entre otros.
Participó en el libro La experiencia del exilio: un viaje a la libertad, idea original del músico y empresario cubano-estadounidense Emilio Estefan. En el 2012, Pintado fue miembro del jurado del Festival de Cine de Gibara, junto al cantante español Luis Eduardo Aute.

## Obras
- La Seducción del Minotauro  (cuentos, 2000)
- Autorretrato en azul  (poesía, 2006)
- Los bosques de Mortefontaine  (poesía, 2007)
- Habitación a oscuras  (poesía, 2007)
- Los Nombres de la noche  (poesía, 2008)
- Rimas Tropicales  (cantadas por el San Francisco Girls Chorus y musicalizadas por Tania Leon)
- Ídolos del sueño” (pieza para soprano, clarinete, violín, chelo y piano, estrenada en el 2011 por el mundialmente conocido CONTINUUM en el Kaufam Center de Nueva York).
- Quinteto sobre los Poemas de Carlos Pintado" (quinteto de piano y cuerdas bajo la dirección de la compositora estadounidense Pamela Marshall y Michael Andrews interpretado por el South beach Music Ensemble).
- El unicornio y otros poemas  (Antología personal, editorial ruinas circulares, 2011)
- Cuaderno del falso amor impuro (Editorial Tigres de Papel, Madrid, España, 2014)
- Taubenschlag ( Editorial Capiro, Santa Calra, Cuba, 2015)
- La sed del último que mira (Sudaquia Editores, New York,2015).
- Nueve monedas/Nine coins ( Ganador del Premio Paz de Poesía otorgado por The National Poetry Series/Serie de Poesía Nacional, publicado por Akashic Books, 2015).

## Premios y honores
- 2015 Su libro "Nine coins/nueve monedas" aparece en la lista de los 75 libros más notables según la revista World Literature Today.
- 2015 Finalista de la beca CINTAS 2015–2016.
- 2015 El New York Times Magazine publica, en la edición de septiembre, su poema "La Luna", selección de Natasha Trethewey(Poeta Laureada de los Estados Unidos).
- 2014 Ganador del Premio Paz de Poesía (The National Poetry Series). Jurado: Richard Blanco, poeta inaugural.
- 2012  "Rimas Tropicales" cantadas por el San Francisco Girls Chorus.
- 2011 Ídolos del sueño (pieza para soprano, clarinete, violín y piano (CONTINUUM Ensemble, Nueva York).
- 2010 Quinteto de pianos y cuerdas sobre los Poemas de Carlos Pintado" (The South beach Music Ensemble).
- 2007 Ganador del premio Sant Jordi Internacional de poesía por su libro "Habitación a oscuras".

## Colaboraciones
- Rimas Tropicales, 2011,  musicalizadas por Tania León.
- Ídolos del sueño, 2011, musicalizada por Ileana Pérez-Velázquez
- La experiencia del exilio: un viaje a la libertad